# Aerolift
Ne doit pas être confondu avec Aerolift Philippines.
 (juin 2025).

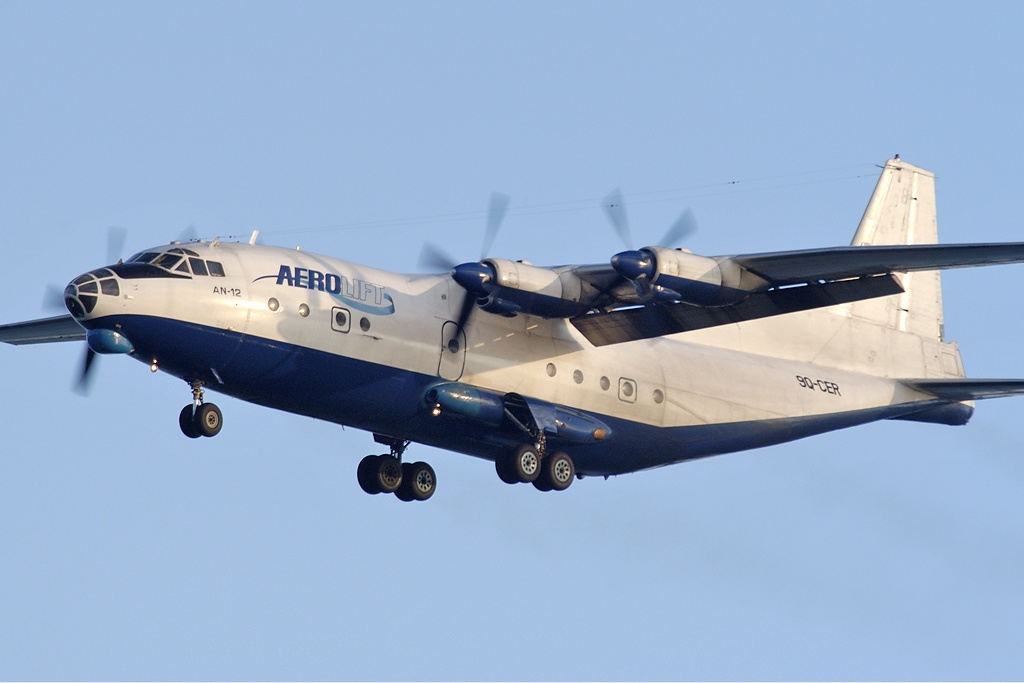
Antonov An-12 d'Aerolift.

Aerolift était une compagnie aérienne sud-africaine basée à Bryanston, Gauteng, Johannesburg, opérant des vols charter passagers et cargo à l'intérieur de l'Afrique avec des avions construits en Union soviétique,. Aerolift proposait également des services de leasing d’avions. La compagnie a été lancée en 2002 et a cessé ses activités en 2009 après deux accidents mortels survenus la même année.

## Flotte
À la fermeture, la flotte d’Aerolift comprenait les appareils suivants :
- 1 Antonov An-12
- 1 Antonov An-26
- 1 Antonov An-32
- 1 Antonov An-72
- 1 Antonov An-124
- 1 Ilyushin Il-76
- 1 Lockheed Tristar

## Accidents et incidents
- Le 20 février 2009, un Antonov An-12 d’Aerolift s’est écrasé au décollage à l’aéroport international de Louxor, en Égypte, à cause d’un incendie moteur, entraînant la mort des cinq membres d’équipage à bord[3].
- Le 9 mars 2009, un Ilyushin Il-76 d’Aerolift immatriculé S9-SAB s’est écrasé dans le lac Victoria juste après son décollage de l’aéroport d’Entebbe, en Ouganda, causant la mort des 11 personnes à bord. Deux moteurs avaient pris feu au décollage. L’appareil avait été affrété par DynCorp pour le compte de AMISOM. L’enquête menée par le ministère ougandais des Transports a conclu que les quatre moteurs étaient hors d’usage, et que les affirmations d’Aerolift selon lesquelles des opérations d’entretien avaient prolongé leur durée de vie et que celles-ci avaient été certifiées ne pouvaient être vérifiées[4].